# Laphria venezuelensis
Laphria venezuelensis là một loài ruồi trong họ Asilidae. Laphria venezuelensis được Macquart miêu tả năm 1846. Loài này phân bố ở vùng Tân nhiệt đới.